# Primer gobierno de José Luis Rodríguez Zapatero
El primer gobierno de José Luis Rodríguez Zapatero fue el Gobierno de España entre abril de 2004 y abril de 2008. José Luis Rodríguez Zapatero fue investido presidente del Gobierno por el Congreso de los Diputados después de que el Partido Socialista Obrero Español (PSOE) ganara las elecciones generales de 2004 que dieron comienzo a la viii legislatura de España.
El Gobierno cesó el 9 de marzo de 2008 por la celebración de las elecciones generales. Continuó en funciones hasta el 14 de abril de 2008, día en que tomó posesión el Segundo Gobierno Zapatero.

## Historia
El 17 de abril de 2004, el presidente del Gobierno José Luis Rodríguez Zapatero dio a conocer al rey Juan Carlos I los nombres de los dieciséis ministros que formaron parte inicialmente de su Gobierno. Todos los ministros prometieron o juraron su cargo al día siguiente.
En el reparto de Ministerios, se cumplió la promesa electoral de establecer el principio de paridad entre hombres y mujeres. Fue el primer gobierno paritario de la historia de España. El primer Consejo de Ministros se celebró el 19 de abril y tuvo carácter extraordinario. En él se convocaron las elecciones europeas de 2004, se recortó el número de altos cargos y se concedieron condecoraciones a todos los miembros del Gobierno saliente. El primer consejo de ministros ordinario tuvo lugar el 23 de abril.
- El 7 de abril de 2006, José Luis Rodríguez Zapatero anunció la dimisión del ministro de Defensa, José Bono, que abandonaba el cargo por razones familiares (aunque se especuló que se debía a discordancias con el presidente con respecto al nuevo estatuto de autonomía catalán).[6] De esta manera, José Antonio Alonso, que estaba en Interior, pasó a Defensa. El relevo de Alonso fue tomado por Alfredo Pérez Rubalcaba, hasta ese momento portavoz del grupo socialista, que se incorporó a Interior. Asimismo, Mercedes Cabrera Calvo-Sotelo sustituyó a María Jesús San Segundo en Educación y Ciencia.

- El 8 de septiembre de 2006, José Montilla abandonó su cartera de Industria, Comercio y Turismo para presentarse a la presidencia de la Generalidad de Cataluña. Le relevó Joan Clos, el que hasta el mismo día de prometer el cargo como ministro, era el alcalde de Barcelona.

- En febrero de 2007, López Aguilar dejó la cartera de Justicia para presentarse como candidato del PSOE a la presidencia de la comunidad autónoma de las Islas Canarias. Su sustituto en el cargo fue Mariano Fernández Bermejo.

- El 6 de julio de 2007, Zapatero anuncia los siguientes cambios: Elena Salgado deja el Ministerio de Sanidad y pasa al de Administraciones Públicas, Carmen Chacón es nombrada ministra de Vivienda, César Antonio Molina lo es de Cultura y el científico Bernat Soria ocupa la cartera de Sanidad.

## Composición
| Partido político |                                              | Partido Socialista Obrero Español (PSOE) |
| Partido político | Partido de los Socialistas de Cataluña (PSC) |                                          |
| Partido político | Independiente                                |                                          |

| i Gobierno de Zapatero (2004-2008)                                                           |                                           |                                                        |         |
| Cargo                                                                                        | Titular                                   | Titular                                                | Titular |
| Presidente                                                                                   |                                           | José Luis Rodríguez Zapatero                           |         |
| Vicepresidenta primera Presidencia Secretaria del Consejo de Ministros Portavoz del Gobierno |                                           | María Teresa Fernández de la Vega Sanz                 |         |
| Vicepresidente segundo Economía y Hacienda                                                   |                                           | Pedro Solbes Mira                                      |         |
| Asuntos Exteriores y de Cooperación                                                          |                                           | Miguel Ángel Moratinos Cuyaubé                         |         |
| Justicia Notario Mayor del Reino                                                             |                                           | Juan Fernando López Aguilar (2004-2007)                |         |
| Justicia Notario Mayor del Reino                                                             | Mariano Fernández Bermejo (2007-2008)     |                                                        |         |
| Defensa                                                                                      |                                           | José Bono Martínez (2004-2006)                         |         |
| Defensa                                                                                      | José Antonio Alonso Suárez (2006-2008)    |                                                        |         |
| Interior                                                                                     |                                           | José Antonio Alonso Suárez (2004-2006)                 |         |
| Interior                                                                                     | Alfredo Pérez Rubalcaba (2006-2008)       |                                                        |         |
| Fomento                                                                                      |                                           | Magdalena Álvarez Arza                                 |         |
| Educación y Ciencia                                                                          |                                           | María Jesús San Segundo Gómez de Cadiñanos (2004-2006) |         |
| Educación y Ciencia                                                                          | Mercedes Cabrera Calvo-Sotelo (2006-2008) |                                                        |         |
| Trabajo y Asuntos Sociales                                                                   |                                           | Jesús Caldera Sánchez-Capitán                          |         |
| Industria, Turismo y Comercio                                                                |                                           | José Montilla Aguilera (2004-2006)                     |         |
| Industria, Turismo y Comercio                                                                | Joan Clos i Matheu (2006-2008)            |                                                        |         |
| Agricultura, Pesca y Alimentación                                                            |                                           | Elena Espinosa Mangana                                 |         |
| Sanidad y Consumo                                                                            |                                           | Elena Salgado Méndez (2004-2007)                       |         |
| Sanidad y Consumo                                                                            | Bernat Soria Escoms (2007-2008)           |                                                        |         |
| Vivienda                                                                                     |                                           | María Antonia Trujillo Rincón (2004-2007)              |         |
| Vivienda                                                                                     | Carme Chacón Piqueras (2007-2008)         |                                                        |         |
| Cultura                                                                                      |                                           | Carmen Calvo Poyato (2004-2007)                        |         |
| Cultura                                                                                      | César Antonio Molina Sánchez (2007-2008)  |                                                        |         |
| Administraciones Públicas                                                                    |                                           | Jordi Sevilla Segura (2004-2007)                       |         |
| Administraciones Públicas                                                                    | Elena Salgado Méndez (2007-2008)          |                                                        |         |
| Medio Ambiente                                                                               |                                           | Cristina Narbona Ruiz                                  |         |

## Procedencia geográfica
| Comunidad autónoma     | Cargo                                          | Titular                                |
| ---------------------- | ---------------------------------------------- | -------------------------------------- |
| Andalucía              | Fomento                                        | Magdalena Álvarez Arza                 |
| Aragón                 | -                                              | -                                      |
| Principado de Asturias | -                                              | -                                      |
| Cantabria              | Interior                                       | Alfredo Pérez Rubalcaba                |
| Castilla y León        | Presidente                                     | José Luis Rodríguez Zapatero           |
| Castilla y León        | Justicia                                       | Mariano Fernández Bermejo              |
| Castilla y León        | Defensa                                        | José Antonio Alonso Suárez             |
| Castilla y León        | Trabajo y Asuntos Sociales                     | Jesús Caldera Sánchez-Capitán          |
| Castilla-La Mancha     | -                                              | -                                      |
| Cataluña               | Industria, Turismo y Comercio                  | Joan Clos i Matheu                     |
| Cataluña               | Ministerio de Vivienda                         | Carme Chacón Piqueras                  |
| Extremadura            | -                                              | -                                      |
| Galicia                | Agricultura, Pesca y Alimentación              | Elena Espinosa Mangana                 |
| Galicia                | Administraciones Públicas                      | Elena Salgado Méndez                   |
| Galicia                | Cultura                                        | César Antonio Molina Sánchez           |
| Islas Baleares         | -                                              | -                                      |
| Canarias               | -                                              | -                                      |
| La Rioja               | -                                              | -                                      |
| Comunidad de Madrid    | Asuntos Exteriores y de Cooperación            | Miguel Ángel Moratinos Cuyaubé         |
| Comunidad de Madrid    | Educación y Ciencia                            | Mercedes Cabrera Calvo-Sotelo          |
| Comunidad de Madrid    | Medio Ambiente                                 | Cristina Narbona Ruiz                  |
| Región de Murcia       | -                                              | -                                      |
| Navarra                | -                                              | -                                      |
| País Vasco             | -                                              | -                                      |
| Comunidad Valenciana   | Vicepresidenta primera, Portavoz y Presidencia | María Teresa Fernández de la Vega Sanz |
| Comunidad Valenciana   | Vicepresidente segundo, Economía y Hacienda    | Pedro Solbes Mira                      |
| Comunidad Valenciana   | Sanidad y Consumo                              | Bernat Soria Escoms                    |
| Ceuta                  | -                                              | -                                      |
| Melilla                | -                                              | -                                      |